# 1. česká národní hokejová liga
1. česká národní hokejová liga (zkráceně 1. ČNHL) byla v letech 1969 až 1993 společně s 1. slovenskou národní hokejovou ligou (1. SNHL) druhou nejvyšší hokejovou soutěží v Československu. Nejlepší týmy jednotlivých ročníků se utkávaly s vítězem 1. SNHL a vítěz této série postupoval do nejvyšší soutěže, zatímco nejhorší celky sestupovaly do 2. ČNHL (před vznikem 2. ČNHL do hokejových divizí). Místo ní se hraje Maxa Liga.

## Historie
Soutěž vznikla v roce 1969, kdy se 2. československá hokejová liga rozdělila na dvě části, a to 1. ČNHL a 1. SNHL. Zanikla v roce 1993 s rozpadem Československa. Její nástupkyní se stala 1. česká hokejová liga.

## Vítězové
| Sezóna  | Vítězové                                                | Vítězové                                                | Vítězové                                                | Výsledek |
| ------- | ------------------------------------------------------- | ------------------------------------------------------- | ------------------------------------------------------- | --- |
| 1969-70 | TJ Motor České Budějovice                               | VTJ Dukla Písek                                         | TJ Baník ČSA Karviná                                    | V kvalifikaci o nejvyšší soutěž uspěl tým Českých Budějovic |
| 1970-71 | VTŽ Chomutov                                            | TJ DP I.ČLTK Praha                                      | TJ Gottwaldov                                           | V kvalifikaci o nejvyšší soutěž uspěl tým Gottwaldova |
| 1971-72 | TJ Škoda Plzeň                                          | SK Slavia Praha                                         | TJ VŽKG Ostrava                                         | V kvalifikaci o nejvyšší soutěž uspěl tým Plzně |
| 1972-73 | TJ VTŽ Chomutov                                         | TJ ZVVZ Milevsko                                        | TJ VŽKG Ostrava                                         | V kvalifikaci o nejvyšší soutěž uspěly týmy Chomutova a Ostravy (nejvyšší soutěž se rozšiřovala na 12 týmů)                                                                    |
| 1973-74 | TJ Gottwaldov                                           | TJ Gottwaldov                                           | TJ Gottwaldov                                           | TJ Gottwaldov - ŠK Liptovský Mikuláš 4:1 na zápasy (9:2, 8:2, 4:5, 3:1, 8:2)                                                                                                   |
| 1974-75 | Ingstav Brno                                            | Ingstav Brno                                            | Ingstav Brno                                            | Ingstav Brno - LB Zvolen 4:1 na zápasy (4:2, 6:1, 1:2, 6:1, 5:0) |
| 1975-76 | TJ Gottwaldov                                           | TJ Gottwaldov                                           | TJ Gottwaldov                                           | TJ Gottwaldov - Lokomotíva Bučina Zvolen 4:3 na zápasy (6:0, 4:2, 1:4, 1:3, 5:3, 1:4, 4:2)                                                                                     |
| 1976-77 | Slezan STS Opava                                        | Slezan STS Opava                                        | Slezan STS Opava                                        | Slezan STS Opava - HK Dukla Trenčín 2:4 na zápasy (7:2, 3:0, 0:5, 2:3, 2:5, 3:4)                                                                                               |
| 1977-78 | TJ Gottwaldov                                           | TJ Gottwaldov                                           | TJ Gottwaldov                                           | TJ Gottwaldov - Lokomotiva Bučina Zvolen 4:2 na zápasy (3:5, 2:1, 0:3, 4:3, 5:2, 4:0)                                                                                          |
| 1978-79 | Škoda Plzeň                                             | Škoda Plzeň                                             | Škoda Plzeň                                             | Škoda Plzeň - Spartak Dubnica nad Váhom 3:1 na zápasy (2:4, 6:1, 6:3, 6:0) |
| 1979-80 | TJ Gottwaldov                                           | TJ Gottwaldov                                           | TJ Gottwaldov                                           | Finále 1. ČNHL: TJ Slovan NV Ústí nad Labem - TJ Gottwaldov 0:2 na zápasy (0:2, 3:7) Kvalifikace: TJ Gottwaldov - Spartak Dubnica nad Váhom 3:1 na zápasy (2:3, 3:1, 4:2, 7:3) |
| 1980-81 | Zetor Brno                                              | Zetor Brno                                              | Zetor Brno                                              | Zetor Brno - PS Poprad 3:2 na zápasy (3:1, 2:3, 3:4, 5:2, 4:3) |
| 1981-82 | Meochema Přerov                                         | Meochema Přerov                                         | Meochema Přerov                                         | Meochema Přerov - Slovan Bratislava 0:3 na zápasy (4:7, 1:10, 1:7) |
| 1982-83 | DS Olomouc                                              | DS Olomouc                                              | DS Olomouc                                              | DS Olomouc - Dukla Trenčín 0:3 na zápasy (5:10, 2:5, 1:8) |
| 1983-84 | Poldi SONP Kladno                                       | Poldi SONP Kladno                                       | Poldi SONP Kladno                                       | V kvalifikační skupině o 1. ligu Kladno neuspělo |
| 1984-85 | Poldi SONP Kladno                                       | Poldi SONP Kladno                                       | Poldi SONP Kladno                                       | V kvalifikační skupině o 1. ligu Kladno uspělo |
| 1985-86 | TJ Vítkovice                                            | TJ Vítkovice                                            | TJ Vítkovice                                            | TJ Vítkovice - VTJ Michalovce 3:0 na zápasy (4:0, 8:4, 6:2) |
| 1986-87 | Poldi SONP Kladno                                       | Poldi SONP Kladno                                       | Poldi SONP Kladno                                       | Poldi SONP Kladno - Plastika Nitra 3:0 na zápasy (5:3, 4:1, 8:3) |
| 1987-88 | TJ Vítkovice                                            | TJ Vítkovice                                            | TJ Vítkovice                                            | TJ Vítkovice - Plastika Nitra 3:0 na zápasy (2:1, 4:2, 6:3) |
| 1988-89 | Zetor Brno a DS Olomouc                                 | Zetor Brno a DS Olomouc                                 | Zetor Brno a DS Olomouc                                 | V prolínací soutěži uspělo pouze Brno |
| 1989-90 | DS Olomouc1 a Šumavan Vimperk                           | DS Olomouc1 a Šumavan Vimperk                           | DS Olomouc1 a Šumavan Vimperk                           | V prolínací soutěži uspěla pouze Olomouc |
| 1990-91 | Zetor Brno                                              | Zetor Brno                                              | Zetor Brno                                              | Přímý postup |
| 1991-92 | Motor České Budějovice                                  | Motor České Budějovice                                  | Motor České Budějovice                                  | Motor České Budějovice - Plastika Nitra 3:1 na zápasy (6:4, 1:3, 3:2, 5:2) vítěz série postoupil přímo, poražený hrál baráž                                                    |
| 1992-93 | HC Stadion Hradec Králové a HC Vajgar Jindřichův Hradec | HC Stadion Hradec Králové a HC Vajgar Jindřichův Hradec | HC Stadion Hradec Králové a HC Vajgar Jindřichův Hradec | Přímý postup do Extraligy 1993/1994 |

Pozn. Postupující do nejvyšší soutěže jsou označeni tučně.
1 Soutěž sice vyhrál B-tým Dukly Jihlava, ale ten nemohl usilovat o postup.

## Počet účastí
| Účastníci 1. české národní ligy |              |                                                                 |
| Klub                            | Počet účastí | Účast v ročnících                                               |
| Slezan Opava                    | 24           | 1969 - 1993                                                     |
| Lokomotiva Ingstav Brno         | 23           | 1969 - 1975, 1976 - 1993                                        |
| Slavia Praha                    | 22           | 1969 - 1976, 1978 - 1993                                        |
| Dukla Jihlava „B“               | 21           | 1970 - 1976, 1977 - 1983, 1984 - 1993                           |
| Baník ČSA Karviná               | 21           | 1969 - 1978, 1979 - 1986, 1989 - 1993                           |
| DS Olomouc                      | 20           | 1969 - 1974, 1976 - 1990                                        |
| Stadion Hradec Králové          | 20           | 1969 - 1973, 1976 - 1977, 1978 - 1993                           |
| Slovan Ústí nad Labem           | 19           | 1969 - 1988                                                     |
| Autoškoda Mladá Boleslav        | 18           | 1969 - 1973, 1979 - 1993                                        |
| Stadion Liberec                 | 15           | 1969 - 1983, 1985 - 1986                                        |
| VTŽ Chomutov                    | 14           | 1969 - 1973, 1974 - 1984                                        |
| TŽ Třinec                       | 14           | 1969 - 1973, 1979 - 1980, 1981 - 1983, 1987 - 1993              |
| ZVVZ Milevsko                   | 14           | 1971 - 1983, 1989 - 1990, 1991 - 1992                           |
| Šumavan Vimperk                 | 12           | 1979 - 1991                                                     |
| Baník Sokolov                   | 11           | 1969 - 1973, 1979 - 1983, 1990 - 1993                           |
| Spartak Tatra Kolín             | 10           | 1969 - 1973, 1975 - 1977, 1979 - 1983                           |
| Prostějov                       | 9            | 1969 - 1970, 1971 - 1977, 1981 - 1983                           |
| Lokomotiva Meochema Přerov      | 8            | 1977 - 1985                                                     |
| Jitex Písek                     | 8            | 1969 - 1971, 1972 - 1973, 1980 - 1983, 1991-1992                |
| I. ČLTK Praha                   | 8            | 1969 - 1974, 1980 - 1983                                        |
| VTJ Písek                       | 8            | 1969 - 1973, 1987 - 1991                                        |
| Tatra Kopřivnice                | 7            | 1969 - 1973, 1975 - 1976, 1979 - 1981                           |
| Zlín                            | 6            | 1970 - 1971, 1972 - 1974, 1975 - 1976, 1977 - 1978, 1979 - 1980 |
| Vítkovice                       | 6            | 1969 - 1973, 1985 - 1986, 1987 - 1988                           |
| Slovan Hodonín                  | 6            | 1969 - 1972, 1990 - 1993                                        |
| Zbrojovka Vsetín                | 6            | 1969 - 1973, 1991 - 1993                                        |
| AZ Havířov                      | 5            | 1969 - 1973, 1992 - 1993                                        |
| Zetor Brno                      | 4            | 1980 - 1981, 1988 - 1989, 1990 - 1991, 1992 - 1993              |
| Žďas Žďár nad Sázavou           | 4            | 1979 - 1983                                                     |
| Jiskra Havlíčkův Brod           | 4            | 1969 - 1973                                                     |
| VTJ Hodonín                     | 4            | 1969 - 1973                                                     |
| VTJ Litoměřice                  | 4            | 1979 - 1981, 1982 - 1983, 1988 - 1989                           |
| Poldi Kladno                    | 3            | 1983 - 1985, 1986 - 1987                                        |
| Poldi Kladno „B“                | 3            | 1974 - 1975, 1976 - 1978                                        |
| VTJ Vyškov                      | 3            | 1979 - 1981, 1982 - 1983                                        |
| Baník Ostrava                   | 3            | 1969 - 1972                                                     |
| VTJ Příbram                     | 3            | 1970 - 1972, 1980 - 1981                                        |
| Slavia Karlovy Vary             | 3            | 1969 - 1971, 1972 - 1973                                        |
| Motor České Budějovice          | 2            | 1969 - 1970, 1991 - 1992                                        |
| Škoda Plzeň                     | 2            | 1971 - 1972, 1978 - 1979                                        |
| Dynamo Jihlava                  | 2            | 1969 - 1970, 1972 - 1973                                        |
| Elitex Třebíč                   | 2            | 1970 - 1972                                                     |
| Secheza Lovosice                | 2            | 1971 - 1973                                                     |
| Uhelné sklady Praha             | 2            | 1981 - 1983                                                     |
| Slovan Louny                    | 2            | 1970 - 1971, 1981 - 1982                                        |
| Lokomotiva Pramet Šumperk       | 1            | 1972 - 1973                                                     |
| Baník Příbram                   | 1            | 1979 - 1980                                                     |
| VTJ Racek Pardubice             | 1            | 1990 - 1991                                                     |
| VTJ Mělník                      | 1            | 1981 - 1982                                                     |
| Spolana Neratovice              | 1            | 1979 - 1980                                                     |
| CHZ Litvínov „B“                | 1            | 1969 - 1970                                                     |